# Микола I
Мико́ла I Гольштейн-Готторп-Рома́нов (Гольштейн-Готторп-Романов Микола Павлович; рос. Гольштейн-Готторп-Романов Николай Павлович; 25 червня (6 липня) 1796 — 18 лютого (2 березня) 1855) — російський імператор (1825—1855). Третій син Павла І. Період його правління позначився зміцненням самодержавства. Прозваним Левом Толстим (який був негативно налаштований до нього) як «Ніколай Палкін».

## Родовід
|  |                                                 |  |  |  |  |  |  |  |  |  |  |  |  |  |  |  |
|  | Павло I                                         |  |  |  |  |  |  |  |  |  |  |  |  |  |  |  |
|  |                                                 |  |  |  |  |  |  |  |  |  |  |  |  |  |  |  |
|  |                                                 |  |  |  |  |  |  |  |  |  |  |  |  |  |  |  |
|  | Микола I                                        |  |  |  |  |  |  |  |  |  |  |  |  |  |  |  |
|  |                                                 |  |  |  |  |  |  |  |  |  |  |  |  |  |  |  |
|  |                                                 |  |  |  |  |  |  |  |  |  |  |  |  |  |  |  |
|  | Софія Марія Доротея Авґуста Луїза Вертемберзька |  |  |  |  |  |  |  |  |  |  |  |  |  |  |  |
|  |                                                 |  |  |  |  |  |  |  |  |  |  |  |  |  |  |  |
|  |                                                 |  |  |  |  |  |  |  |  |  |  |  |  |  |  |  |

## Правління

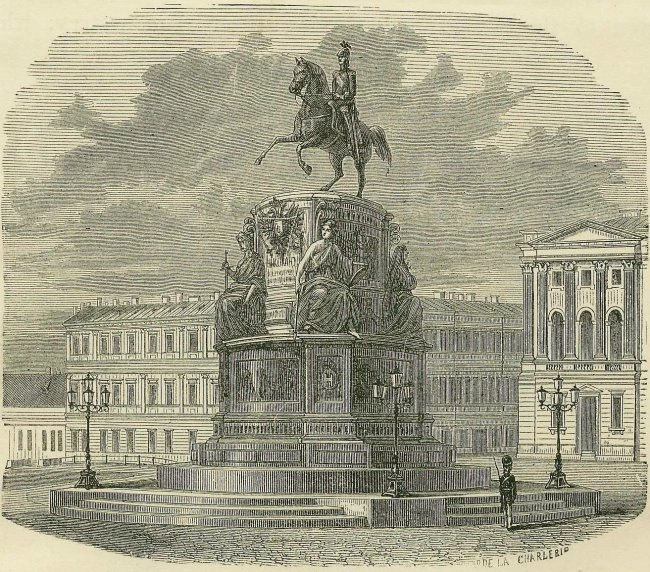
Пам'ятник Миколі І у Санкт-Петербурзі, 1884

Зайняв престол після раптової смерті свого брата, імператора Олександра І та придушення повстання декабристів у 1825.
Самодержавницька, великоросійська, реакційна політика Миколи І знайшла своє відбиття й в офіційній державній ідеології, що виникла і панувала за його правління. Це була теорія офіційної народності, укладена міністром народної просвіти графом Уваровим. Її серцевиною стала особлива концепція історичного розвитку Росії. Керуючись цією теорією, начальник жандармерії Олександр Бенкендорф писав, що «Минуле Росії дивовижне, теперішнє більш ніж прекрасне, майбутнє вище за все, що може собі уявити найпалкіша уява».

### Внутрішня політика
У 1839—1843 роках міністром фінансів Є. Ф. Канкріним проведена грошова реформа, що тимчасово зміцнила фінансову систему Російської імперії.
При Миколі І величезну роль в державному управлінні відіграла особиста канцелярія імператора і особливо її «Третій відділ» — управління таємної політичної поліції і жандармерія. В 1830—1831 придушив національно-визвольне повстання в Польщі, був одним з організаторів розгрому Угорської революції 1848—1849.

### Політика щодо України

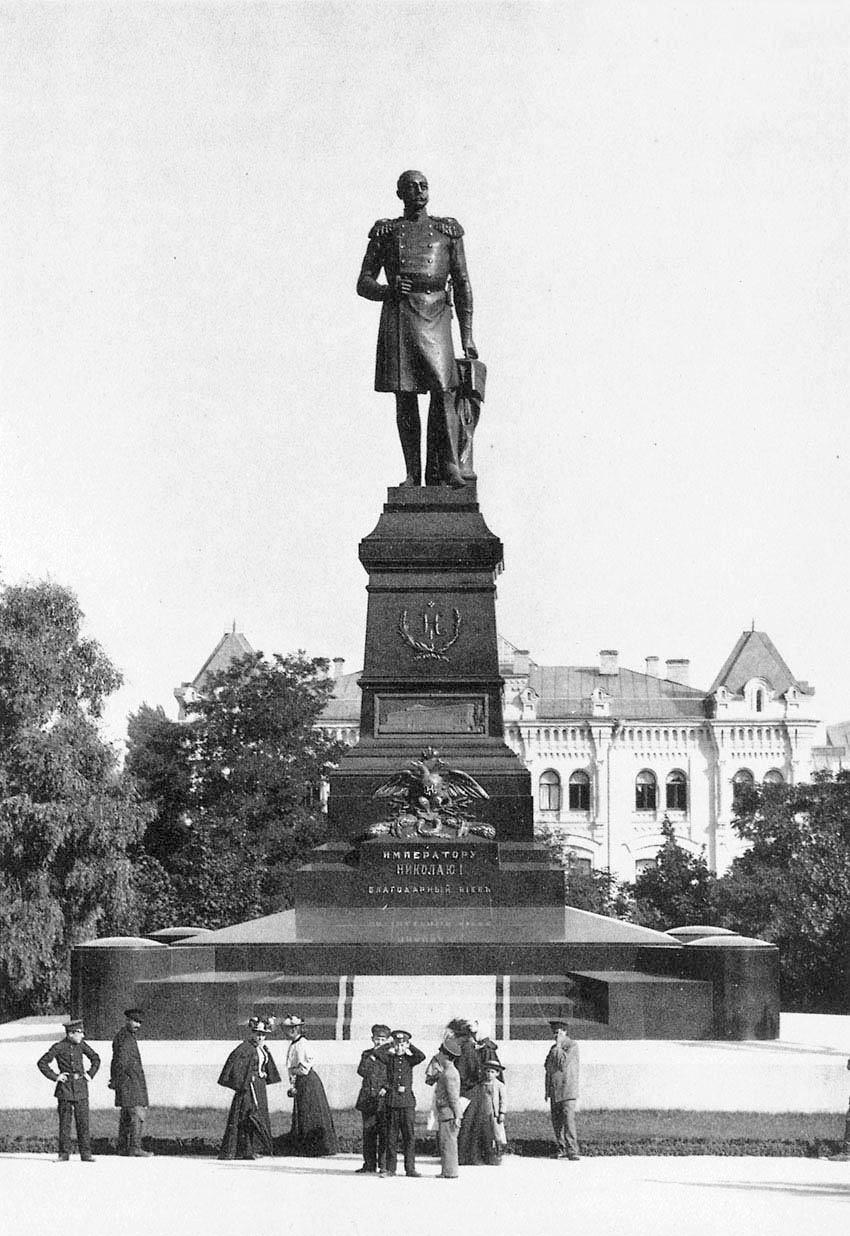
Пам'ятник Миколі I у Києві напроти університету святого Володимира — нині там стоїть пам'ятник Тарасові Шевченку

Політика Миколи І щодо України була спрямована на повну нівеляцію національних особливостей, прав і традицій українського народу.
В Україні здійснювалася систематичне зросійщення в усіх галузях життя, щоб знищити будь-які відмінності України, навіть офіційно вживану назву «Малоросія» здебільшого стали замінювати терміном рос. «Юго-Западная Россия».
Після повстання 1830—1831 у Правобережній Україні російському дворянству масово надавали сконфісковані у поляків маєтки. Уряд імперії сприяв просуванню російських поміщиків у Лівобережну Україну. У Південній Україні, що на той час звалася «Новоросією», російським урядовцям роздавали землі, що залишилися не розданими за Григорія Потьомкіна.
Ще наочнішим було зросійщення українських міст: уряд імперії сприяв просуванню до них російських купців, переважно заможніших, ніж українські. У значних містах українських купців переселяли на околиці міст. У структурі міст їм надавали III гільдію, рідше — II-гу, тоді як російським — першу та другу.
У 1831 скасовано у лівобережних містах Магдебурзьке право, а в 1842 — Литовський статут. У Києві скасовано утримувану коштом міста міліцію чисельністю 2000 вояків, що носили козацький одяг.
У 1832 закрито Крем'янецький ліцей, де навчалися переважно поляки, а його бібліотеку й наукові збірки вивезено до Київського університету.
У 1839 Полоцьким собором скасовано Греко-католицьку церкву у Правобережній Україні. Провадилася боротьба проти українського національно-визвольного руху (арешт членів Кирило-Мефодіївського братства, переслідування та заслання Тараса Шевченка).
У той же час за Миколи I Київ починає ставати справжнім європейським містом із сучасною інфраструктурою та плануванням, засновано Імператорський університет Св. Володимира, указ про що був підписаний 8 листопада 1833.

### Зовнішня політика
Основним напрямком зовнішньополітичної діяльності уряду Миколи І стала підтримка реакційних режимів в усій Європі. За Миколи І Росія вела війни за завоювання Кавказу і Середньої Азії, а також російсько-іранську 1826—1828 і російсько-турецьку 1828—1829 війни. Поразка Росії у Кримській війні 1853—1856 стала причиною глибокої кризи всього режиму, встановленого Миколою І і прискорила його смерть.